# عبدي بيغ
عبدي بيغ هي قرية في مقاطعة أرومية، إيران. يقدر عدد سكانها بـ 112 نسمة بحسب إحصاء 2016.